# Fable politique
 (avril 2024).
Si vous disposez d'ouvrages ou d'articles de référence ou si vous connaissez des sites web de qualité traitant du thème abordé ici, merci de compléter l'article en donnant les références utiles à sa vérifiabilité et en les liant à la section « Notes et références ».
La fable politique est un genre littéraire, qui utilise une œuvre de fiction pour faire passer un message politique.
La fable politique est généralement un genre pessimiste, qui dénonce l'évolution probable de la société dans laquelle vit l'écrivain, si elle pousse à leur paroxysme certaines de ses tendances. On parle en anglais de « dystopia », mais le terme dystopie est peu utilisé en français. On lui préfère le terme de contre-utopie.[réf. souhaitée]
Il existe cependant des fables politiques optimistes, qui dépeignent au contraire une évolution de la société souhaitée par l'auteur et qu'on peut qualifier d'utopies.

## Fables politiques célèbres
- Le Meilleur des mondes, Aldous Huxley, 1931
- La ferme des animaux, George Orwell, 1945
- 1984, George Orwell, 1948
- Fahrenheit 451, Ray Bradbury, 1953
- FAQ: Frequently Asked Questions, Carlos Atanes, 2004
- Globalia, Jean-Christophe Rufin, 2004